# Міщенко Андрій Юрійович
Андрій Юрійович Міщенко — сержант, командир взводу ударних безпілотних комплексів CODE 9.2 3 штурмового батальону 92 ОШБр  Збройних сил України, учасник російсько-української війни, що відзначився у ході російського вторгнення в Україну.

## Військовий досвід
2023 - по сьогодні - Командир Взводу Ударних БПЛА, 3 ШБ, 92 ОШБр (CODE 9.2)
2022-2023 - Розвідувальний Взвод, 3 ШБ, 92 ОШБр (CODE 9.2)

## До повномасштабного вторгнення
2018 - по сьогодні - засновник та керівник, IT Компанія 
2005 - 2017 - IT компанія